# Yelī Daraq-e Soflá
Yelī Daraq-e Soflá (persiska: یلی درق سفلی) är en ort i Iran.   Den ligger i provinsen Östazarbaijan, i den nordvästra delen av landet, 500 km väster om huvudstaden Teheran. Yelī Daraq-e Soflá ligger 1 868 meter över havet och antalet invånare är 116.
Terrängen runt Yelī Daraq-e Soflá är platt västerut, men österut är den kuperad. Runt Yelī Daraq-e Soflá är det ganska glesbefolkat, med 22 invånare per kvadratkilometer. Närmaste större samhälle är Nokhvodābād, 6,7 km nordväst om Yelī Daraq-e Soflá. Trakten runt Yelī Daraq-e Soflá består i huvudsak av gräsmarker.